# Jizdra (rivière)
Pour les articles homonymes, voir Jizdra (homonymie).
La Jizdra (en russe : Жиздра) est une rivière de l'oblast de Kalouga, en Russie, et un affluent de la rive gauche de l'Oka, dans le bassin hydrographique de la Volga.

## Géographie
La longueur de la Jizdra est de 223 km. Elle draine un bassin de 9 170 km2.
Elle se jette dans l'Oka en rive gauche, au niveau de la ville de Peremychl.

## Villes traversées
Les villes de Kozelsk et de Jizdra sont arrosées par la Jizdra.

## Affluents
Les affluents les plus importants sont :
- La Resseta (rive droite)
- La Vytebet (rive droite)
- La Serena (rive gauche)

## Hydrométrie - Les débits à Kozelsk
Le débit de la rivière a été observé pendant 48 ans (sur la période 1933-1985) à Kozelsk, ville située à quelque 40 kilomètres de la confluence avec l'Oka.
À Kozelsk, le débit annuel moyen ou module observé sur cette période était de 36,4 m3/s pour une surface de drainage de plus ou moins 6 940 km2, soit environ 76 % de la totalité du bassin versant de la rivière qui en compte 9 170. La lame d'eau d'écoulement annuel dans le bassin se montait de ce fait à 166 millimètres, ce qui peut être considéré comme modéré.
Le débit moyen mensuel observé en février (minimum d'étiage) est de 15,3 m3/s, soit 9 % du débit moyen du mois d'avril (168 m3/s), ce qui souligne l'amplitude assez modérée pour la Russie des variations saisonnières. Cependant les écarts de débits mensuels peuvent être bien plus importants d'après les années : sur la durée d'observation de 48 ans, le débit mensuel minimal a été de 3,64 m3/s en janvier 1968, tandis que le débit mensuel maximal s'élevait à 580 m3/s en avril 1970.

### Source
- La Jizdra dans la Grande Encyclopédie soviétique